# Trichiocercus stibosoma
Trichiocercus stibosoma är en fjärilsart som beskrevs av Butler. Trichiocercus stibosoma ingår i släktet Trichiocercus och familjen tandspinnare. Inga underarter finns listade i Catalogue of Life.